# Dallon
Dallon é uma comuna francesa na região administrativa de Altos da França, no departamento de Aisne. Estende-se por uma área de 5,81 km². Em 2010 a comuna tinha 448 habitantes (densidade: 77,1 hab./km²).